# Principia Mathematica

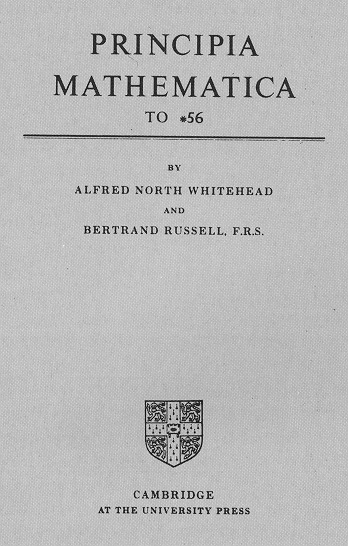
Titulní strana zkráceného vydání Principií

Principia Mathematica (PM) jsou třísvazkové dílo pojednávající o základech matematiky, napsané Alfredem Northem Whiteheadem a Bertrandem Russellem a vydané v letech 1910, 1912 a 1913. V roce 1927 vyšlo druhé vydání s důležitým Úvodem, Dodatkem A, jenž nahradil větu *9, a zcela novým Dodatkem C.
Dílo není totožné s Russellovou knihou The Principles of Mathematics z roku 1903 ani se spisem Philosophiae Naturalis Principia Mathematica Isaaca Newtona.
Principia Mathematica se snaží odvodit veškeré matematické pravdy z dobře definovaného souboru axiomů a odvozovacích pravidel zapsaných aparátem symbolické logiky. Jedním z hlavních inspiračních zdrojů pro napsání PM byla Fregova dřívější práce v logice, která vedla k paradoxům (Russellův paradox). Autoři PM se těmto paradoxům vyhnuli tím, že vytvořili propracovanou teorii typů. V ní má každý matematický objekt svůj typ. Typy jsou uspořádány v hierarchii a množiny mohou obsahovat pouze objekty nižšího typu.
Principia Mathematica jsou považována za jedno z nejdůležitějších děl z oboru matematické logiky a filosofie od Aristotelova Organonu.

## Rozsah zpracované matematiky
Principia obsahují teorii množin, kardinální čísla, ordinální čísla a reálná čísla. Pokročilé partie reálné analýzy již zpracovány nebyly. V principu bylo možné dále postupovat v odvozování matematických vět dále. Bylo to ovšem velmi zdlouhavé.
Autoři plánovali vydat ještě čtvrtý svazek o základech geometrie, ale nakonec se této myšlenky vzdali s tím, že je dosavadní práce duševně vyčerpala.

## Kritika

### Axiómy
Jak uvádí Rudolf Carnap v článku „Die logizistische Grundlegung der Mathematik“ („Logicistické základy matematiky“, 1931), chtěl Russell vytvořit teorii, která by umožnila odvodit celou matematiku z ryze logických axiómů. Principia však vyžadují vedle základních axiomů teorie typů další tři axiomy, které nelze považovat za čistě logické: axiom nekonečna, axiom výběru a axiom reducibility. Vzhledem k tomu, že první dva axiomy jsou existenční, mohl Russell formulovat matematická sdělení na nich závislá jako podmíněná tvrzení. Axiom reducibility je však nezbytný k tomu, aby mohly být formálně správně vyjádřena tvrzení z reálné analýzy, a není tedy možno přeformulovat tato tvrzení jako podmíněná. Frank P. Ramsey se snažil dokazovat, že Russellova rozvětvená teorie typů není potřebná (prostá teorie typů axiom reducibility nevyžaduje), ale jeho argumenty nebyly obecně přijaty.

### Bezespornost a úplnost
Vedle otázky postavení axiómů jako logických pravd, tu zůstávají následující zásadní otázky:
- zda je možné z axiómů PM odvodit kontradikci (otázka bezespornosti),
- zda existuje matematické tvrzení, který nemůže být v systému PM dokázán ani vyvrácen (otázka úplnosti).

V roce 1931 vrhly Gödelovy věty o neúplnosti na tyto dvě související otázky zásadní a nečekané světlo.
Gödelův první teorém dokazuje, že Principia nemohou být současně konzistentní a úplné. Podle této věty pro každý dostatečně silný logický systém (včetně Principií), existuje tvrzení, G, která v podstatě říká: „Prohlášení G nelze dokázat.“ Pak platí: jestliže G je dokazatelné, pak je nepravdivé, a systém je tedy v rozporu, a jestliže G není dokazatelné, pak je pravdivé, a systém je proto neúplný.
Gödelův druhý teorém dokazuje, že žádný formální systém, který obsahuje základní aritmetiku, nemůže být použit k dokázání své vlastní konzistence. To znamená, že výrok „systém Principia Mathematica je bezrozporný“ nemůže být v systému Principia Mathematica dokázán – pokud ovšem není systém vnitřně sporný (v takovém případě by byl dokazatelný jak výrok, tak jeho negace).

### Pragmatické aspekty
Ludwig Wittgenstein (např. ve svých přednáškách o základech matematiky na Cambridge v roce 1939) kritizoval Principia z různých pozic, například:
- Smyslem PM je položit základy pro aritmetiku. Nicméně, to, co je základní, jsou naše každodenní praktiky, jako jsou jednoduché sčítání, neboť v případě, že by se vyskytl rozpor mezi počítáním a PM, bylo by to považováno za doklad o chybě v PM (např. že PM nesprávně charakterizují číslo nebo operaci sčítání), nikoli jako důkaz o chybě v každodenním počítání.

- Výpočetní metody uvedené v PM lze prakticky použít pouze pro velmi malá čísla. Chceme-li počítat s velkými čísly (např. miliardami), rovnice by se neúnosně prodloužily a bylo by nutno použít nějaké metody pro zjednodušení výpočtu, které by se nepochybně opíraly o prakticky osvědčené početní techniky, jako je sčítání (nebo jiné nefundamentální – a tudíž zpochybnitelné – metody, jako je matematická indukce). I v tomto případě tedy PM závisí na každodenní technice, a ne naopak.

Přesto Wittgenstein připouštěl, že Principia mohou vyjasnit některé aspekty každodenní aritmetiky.